# Porzellankeramik

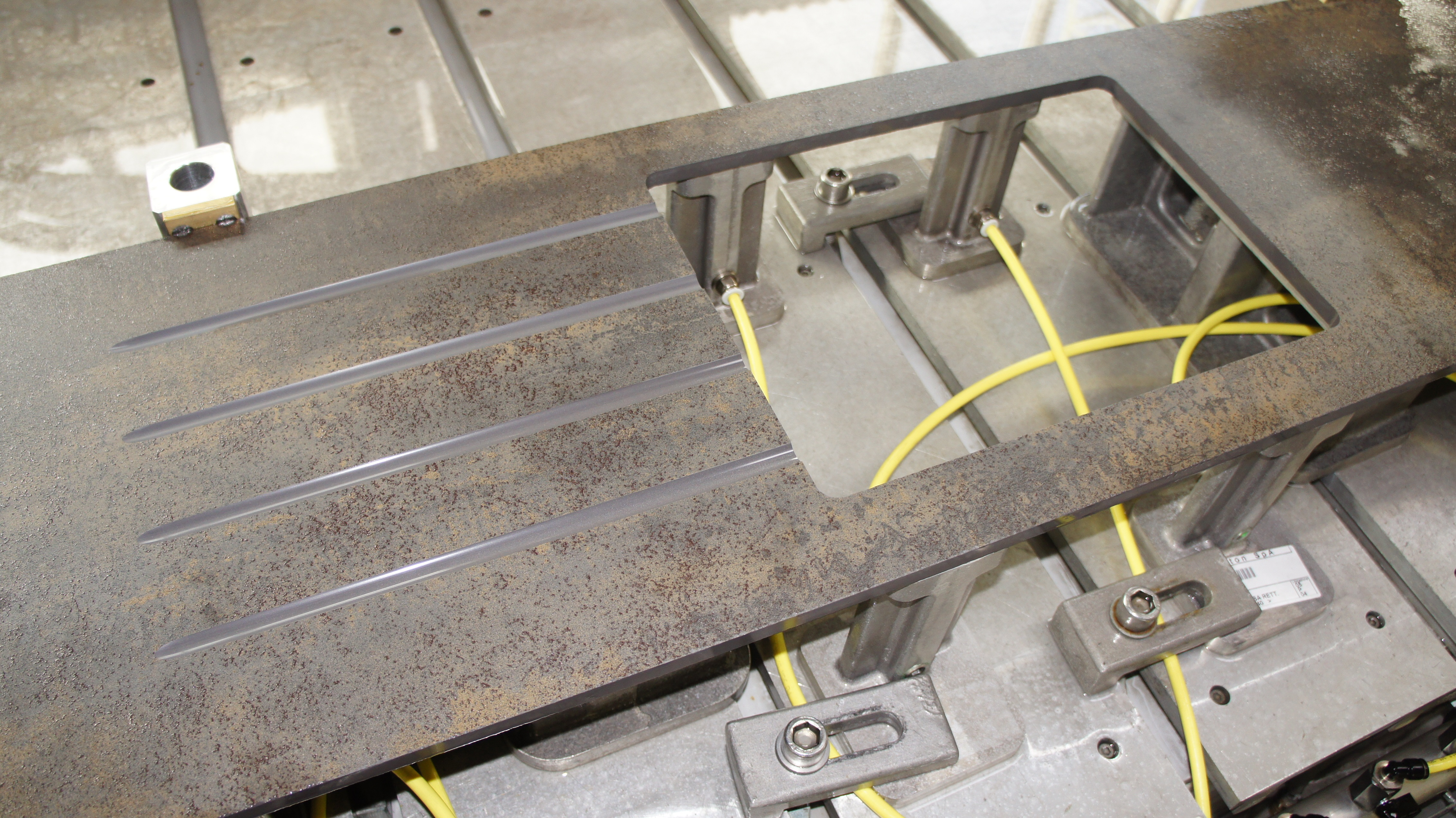
Küchenarbeitsplatte aus Porzellankeramik mit Herdausschnitt und eingefrästen Wasserablaufrillen im Prozess der Herstellung (12 mm stark) auf einer Wasserstrahlschneidemaschine.

Porzellankeramik (englisch porcelian ceramic) ist eine Presskeramik auf Zirkon-Basis zur Herstellung großer Arbeitsplatten.
Das Material wurde etwa 2002 von System Ceramics (Italien) auf den Markt gebracht. Inzwischen gibt es weitere Hersteller wie beispielsweise Thesize und Cosentino (beide Spanien), Panaria Ceramica (Italien) die Porzellankeramik mit unterschiedlichen Markennamen produzieren, die auch in Deutschland auf dem Markt der Steinmetzen angeboten werden.
Die Herstellung der Naturwerkstein ähnelnden Oberflächen entstehen durch Drucker, die von einer speziellen Software gesteuert sind. Die künstlich hergestellten Platten haben eine hoch verdichtete und homogenene Oberfläche. Das Zirkon, das beigemischt wird, führt zu einer großen Härte und einem dichten Gefüge. Laut Hersteller sind sie leichter als Aluminium und abriebfester als Granit. Porzellankeramik wird vornehmlich mit der Schneidtechnik der Wasserstrahlschneidemaschinen formatiert.

## Herstellung
Zuerst werden die gemahlenen mineralischen Rohstoffe (Tonminerale, Feldspat, Quarzsand), mit einem Druck von 420 kp/cm2 verpresst; die Schüttdichte beträgt etwa 2 g/cm3. Anschließend werden sie per Digitaldruck dekoriert (zumeist Natursteinen nachempfunden) und auf 4–6 % Feuchte getrocknet. Die Rohlinge werden dann bei über 1300 °C gebrannt.
Während im Brennprozess der Feldspatanteil im Porzellan schmilzt, kristallisiert er beim Abkühlen wegen seiner Zähigkeit nicht wieder aus, wie dies bei Keramiken wie Feinsteinzeug oder Steingut der Fall ist.

## Verwendung
Porzellankeramik findet im Bauwesen, Innenausbau, im Medizinbereich, zur Möbelherstellung und im Schiffsbau vor allem als Küchen- und Bäderplatten Verwendung. 
Die Eigenschaften von Porzellankeramik werden wegen ihres hohen Härtegrads als kratz- bzw. verschleißfest und biegesteif beschrieben. Aufgrund ihrer Dichtigkeit und Härte werden sie als wasserundurchlässig, frostfest, hygienisch, feuerfest und UV-beständig bezeichnet. Porzellankeramik widersteht Chemikalien wie Lösungs-, Desinfektions- und Reinigungsmitteln (außer Flusssäure).

## Format
Porzellankeramik-Platten werden je nach Verwendung in Abmessungen bis zu 3,60 × 1,20 und 3,20 × 1,50 Meter hergestellt. Die Dicke beträgt 3 bis 30 mm, für Wandbeläge gibt es Platten in 3 mm, für Bodenbeläge in 5 mm, für besondere Anforderungen in 6 mm und für Arbeitsplatten in 10 mm Stärke.
Als es in den ersten Jahren der Verwendung zu Bruchschäden bei extrem dünnen Platten gekommen war, werden inzwischen auch Platten mit einem Glasfasergewebe gegen die Bruchgefahren verstärkt, das mit Epoxidharz auf die Rückseite aufgeklebt wird.

## Nachhaltigkeit
Bei der Herstellung der Porzellanplatten werden höhe Drücke und beim Brennen hohe Temperaturen erforderlich, die hohe Energieverbräuche nach sich ziehen. Zum Herstellen der Plattenformate müssen Wasserstrahlschneidemaschinen eingesetzt werden, die hohe Wasserdrücke mit einem hohen Energieaufwand erfordern. Die Entsorgung wird als unproblematisch angegeben, da es sich um einen mineralischen Stoff handelt.